# Burg Roquefixade
Die Burg Roquefixade ist die Ruine einer Spornburg im Département Ariège.

## Lage
Die namensgebende kleine Ortschaft Roquefixade liegt etwa zehn Kilometer (Fahrtstrecke) westlich von Lavelanet. Ihren Namen bezieht die Burg von ihrer Position: Sie steht auf einem steilen Felssporn etwa 150 Meter über dem Tal. Der Ursprung des Namens stammt von dem katalanischen Ausdruck roca fisada, das „gespaltener Fels“ bedeutet. Erst wurde die Ortschaft danach benannt, später die Burg, die seit 1995 als Monument historique unter Denkmalschutz steht.

## Geschichte
Eine erste Erwähnung der Burg stammt aus dem Jahre 1034. Möglicherweise während des Albigenserkreuzzugs wurde die Burg belagert und zerstört, später aber wieder aufgebaut. Um 1278 wurde die Burg unter königliche Verwaltung gestellt und beherbergte eine Garnison. 1463 wurde der Besitz an den Gaston IV., Graf von Foix übergeben.
Die Burg blieb bis 1632 bestehen. Zu jener Zeit lagerte Ludwig XIII. in der Region auf seinem Wege nach Toulouse, wo er der Enthauptung von Henri II. de Montmorency, der sich gegen Richelieu erhoben hatte, beiwohnen wollte. Louis XIII. nutzte die Gelegenheit, die Burg zu zerstören. Sie wurde nicht wieder aufgebaut und diente den Bewohnern der gleichnamigen Ortschaft als Steinbruch.